# Erich Dietz von Bayer
Erich Dietz von Bayer (* 8. Januar 1859 in Himmelstädt, Neumark; † 24. Dezember 1937 ebenda) war ein deutscher Oberst und Abgeordneter in Preußen.

## Leben
Dietz von Bayer studierte an der Ruprecht-Karls-Universität Heidelberg und der Universität Jena Rechtswissenschaft. 1877 wurde er im Corps Guestphalia Jena recipiert. Er brach das Studium nach drei Semestern ab und schlug die Offizierslaufbahn in der Preußischen Armee ein. 1885–1888 besuchte er die Preußische Kriegsakademie und diente anschließend bis 1901 in verschiedenen Jäger-Bataillonen. Anschließend war er 2. Infanterie-Abteilung (A 2) des Preußischen Kriegsministeriums tätig. Als Major nahm er 1906 mit der Berechtigung zum Tragen der Uniform des 2. Schlesischen Jäger-Bataillons Nr. 6 seinen Abschied mit der gesetzlichen Pension.
Dietz von Bayer pachtete eine Domäne in Himmelstädt bei Kladow in der Neumark. Dort war er Amtsvorsteher und Angehöriger des Kreistags. Während des Ersten Weltkrieges wurde Dietz von Bayer als z.D.-Offizier wiederverwendet und fungierte u. a. als Distriktkommandant bei der Militärverwaltung im Königreich Rumänien.
1913–1918 vertrat Dietz von Bayer den Wahlkreis Frankfurt 2 (Stadt- und Landkreis Landsberg, Soldin) im Preußischen Abgeordnetenhaus. Er gehörte zur Fraktion der Konservativen Partei (Preußen) an.